# 白鮑溪
白鮑溪，舊稱白鮠溪，是台灣花蓮溪的支流，位於花蓮縣壽豐鄉池南村，發源於木瓜山南麓。

## 特色
溪床富含豐田玉及蛇紋石等寶石礦。在溪口處可以看到河川襲奪產生的襲奪彎等特殊地形，這裡的河川襲奪作用敘述著白鮑溪、荖溪、文蘭溪和鯉魚潭多年風貌，為非常特殊的歷史地景。

## 生態
因溪水水量豐沛、水質潔淨，在溪中及溪床常可以看到蝦虎、苦花魚、拉氏清溪蟹、鉛色水鶇等生物。

## 外部連結
- 白鮑溪－溯溪達人
- 寶石處處－白鮑溪